# Polycentropus marcanoi
Polycentropus marcanoi is een schietmot uit de familie Polycentropodidae. De soort komt voor in het Neotropisch gebied.